# インダストリアル・インターネット・コンソーシアム
インダストリアル・インターネット・コンソーシアム (英: Industrial Internet Consortium、略称: IIC) とは、IoT技術、特にインダストリアル・インターネットの産業実装と、デファクトスタンダードの推進を目的として、2014年3月27日に設立された国際規模の団体である。2015年11月時点で、220社以上が参加している。

## 概要
2014年3月27日に、AT&T、シスコシステムズ、ゼネラル・エレクトリック、IBM、インテルの5社によって設立された。「オープンであること」を基本に、IoT技術の活用のために必要な問題を組織的・人的どちらの面からも解決していく「ソート・リーダーシップ活動」や、実証の場を「テストベッド」として提供する。テストベッドで得られた成果は2つの標準化団体に渡される。